# RS1 (Rakete)
RS1 war ein Projekt des US-amerikanischen Raumfahrtunternehmens ABL Space Systems zur Entwicklung einer leichten zweistufigen Trägerrakete. Die Rakete war für den Start von Kleinsatelliten vorgesehen. Das Konzept von ABL beruhte auf möglichst einfacher und preiswerter Technik und einer vollständig mobilen Startvorrichtung. Davon erhoffte man sich, Raketenstarts kostengünstiger, schneller und flexibler anbieten zu können als Konkurrenten wie Firefly Aerospace. Nach einem erfolglosen Testflug im Januar 2023 und der Zerstörung des zweiten Prototyps im Juli 2024 wurde das Projekt jedoch eingestellt.

## Geschichte
ABL Space Systems wurde im August 2017 von ehemaligen Mitarbeitern des Raketenherstellers SpaceX gegründet. Sitz des Unternehmens ist El Segundo bei Los Angeles in Kalifornien, unweit des SpaceX-Hauptsitzes in Hawthorne. Der ABL-CEO Harry O’Hanley war bei SpaceX für die Entwicklung der Gitterflossen verantwortlich, mit denen die Erststufe der Rakete Falcon 9 den Landeanflug steuert. Die Frage, wofür ABL als Abkürzung stehe, beantwortete O’Hanley später scherzhaft mit dem Backronym „Another Bloody Launch company“ (die nächste verdammte Startfirma).
Innerhalb von zwei Monaten nach Gründung kündigte ABL die Entwicklung der Rakete „RS‑1“ an; sie sollte damals bis zu 650 kg schwere Nutzlasten in niedrige Erdumlaufbahnen (LEO) und 425 kg in sonnensynchrone Bahnen (SSO) bringen können. Ein erster Start war für Mai 2021 geplant. Später wurde die projektierte Rakete in RS1 umbenannt und dreimal vergrößert, zunächst auf maximal 900 kg LEO-Nutzlast, dann (Anfang 2019) auf 1200 kg und schließlich im Sommer 2020 auf 1350 kg. Mit dem zweiten Schritt sank zugleich der angebotene Startpreis von 17 auf 12 Millionen Dollar und der Erstflugtermin wurde auf 2020 vorgezogen. Dies sei einerseits durch Optimierung des Designs, andererseits durch den Wechsel von zugekauften auf selbst produzierte Triebwerke möglich geworden.
Mitte 2019 ging der Luft-/Raumfahrt- und Rüstungskonzern Lockheed Martin eine „strategische Beteiligung“ an ABL Space ein. Lockheed Martin war zu diesem Zeitpunkt bereits an dem erfolgreichen Kleinraketenhersteller Rocket Lab beteiligt. Die RS1 sei vor allem wegen ihrer schnellen Einsatzbereitschaft (responsive launch) interessant; hieran bestehe zunehmendes Interesse seitens der US-Regierung.
Die Entwicklung der Rakete dauerte schließlich länger als angekündigt. Anfang 2021 stand noch ein vollständiger Test der zweiten Stufe aus und die mobile Startanlage war noch im Bau. Das Unternehmen beschäftigte zu diesem Zeitpunkt rund 100 Mitarbeiter.
Beim ersten Start am 10. Januar 2023 (Lokalzeit; 11. Januar MEZ) fiel zehn Sekunden nach dem Abheben die Bordstromversorgung aus und alle Erststufentriebwerke schalteten sich ab. Die Rakete fiel zurück auf die Startvorrichtung und explodierte. Die Unfalluntersuchung ergab, dass sich wegen eines unzureichenden Flammenschachts Triebwerksabgase zurückgestaut und einen Brand in der Triebwerkssektion der Rakete ausgelöst hatten.
Für den zweiten Start entschied sich ABL gegen die Verwendung eines bereitliegenden Zweitexemplars der Rakete. Stattdessen wurde die Erststufe neukonstruiert und verlängert. Die Triebwerke wurden weiterentwickelt und ein Doppeltriebwerk hinzugefügt. Diese „Block 2“ genannte Raketenvariante ist leistungsstärker und durch eine modulare Bauweise der Triebwerkssektion einfacher herstellbar. Das für den zweiten Start vorgesehene Raketenexemplar wurde allerdings irreparabel beschädigt, als bei einem Triebwerkstestlauf im Juli 2024 die Startvorrichtung in Brand geriet.
Im November 2024 gab ABL bekannt, die Entwicklung einer orbitalen Trägerrakete einzustellen. Die RS1-Technologie soll stattdessen für militärische Anwendungen zur Raketenabwehr genutzt werden.

## Aufbau und Verwendung

Funktionsschema der Triebwerke

Die RS1 war als zweistufige Rakete ausgelegt und beruhte weitgehend auf herkömmlicher Technik. Die Struktur beider Stufen ebenso wie die Nutzlastverkleidung wurden aus Aluminium-Legierungen hergestellt, die Triebwerke arbeiten nach dem Gasgeneratorverfahren und wurden mit Raketen- (RP-1) oder Flugzeugkerosin (Jet A) und Flüssigsauerstoff betrieben. 3D-Druck wurde nur für wenige Einzelteile wie die Triebwerks-Brennkammern genutzt. Die Stufentrennung sollte zerstörungsfrei erfolgen, also ohne Sprengsätze.
Als Besonderheit der RS1 war ein Kranz von Cubesat-Transportbehältern innerhalb des Adapters vorgesehen, der die Nutzlast mit der oberen Raketenstufe verband. Hiermit sollte es möglich werden, bei jedem Start ohne zusätzliche Vorrichtungen mehrere Cubesats der Größen 3U und 6U auszusetzen. Durch Klappen in der Nutzlastverkleidung sollten bis wenige Stunden vor dem Start Cubesats nachladbar sein.
Als Antrieb diente der von ABL entwickelte Triebwerkstyp „E2“. In der Erststufe sollten zehn dieser Triebwerke zum Einsatz kommen. Eines davon war ein mittig angeordneter Doppelmotor, bei dem zwei Triebwerke zu einer Einheit integriert waren. Die Zweitstufe sollte von einem vakuumoptimierten E2 angetrieben werden und verfügte zusätzlich über Kaltgastriebwerke zur Lageregelung. Beim ursprünglichen Entwurf mit 1200 kg Nutzlastkapazität waren für die erste Stufe drei „E1“-Triebwerke mit je 187 kN Schub vorgesehen.
Es ergab sich eine prognostizierte Transportleistung von 1350 kg in 200 km hohe Umlaufbahnen beim Start vom Cape Canaveral. Bei einer 500 km hohen sonnensynchronen Bahn wäre die maximale Nutzlast auf 1000 kg, bei einer geostationären Transferbahn auf 400 kg gesunken. Die RS1 wäre damit eine der kleinsten Raketen gewesen, die auch geostationäre Satelliten starten können (→ Übersicht heutiger Trägerraketen).
Die Stufen der in der Anfangsversion 27 Meter langen Rakete und weiteres Zubehör wurden in Standardcontainern transportiert; auch die Treibstoffversorgung konnte vollständig mobil mit Tank-LKWs erfolgen. Dadurch sollte die RS1 von beliebigen Weltraumbahnhöfen aus starten können; benötigt wurden nur eine befestigte, ebene Fläche und eine Startlizenz. Im Kundenhandbuch wurden neben dem Cape Canaveral auch die amerikanischen Startgelände Spaceport Camden, Pacific Spaceport Complex – Alaska (PSCA), Vandenberg Space Force Base und Wallops Island genannt. Der Spaceport Camden ist ein Projekt des US-Bundesstaats Georgia. Bislang flog von dort noch keine Rakete in den Weltraum, jedoch mietete ABL Space an diesem Ort ein Gelände für Endfertigung und Tests an. Der einzige Testflug der RS1 erfolgte vom PSCA; konkret in Aussicht gestellt wurden außerdem Starts von den Plätzen LC-15 und SLC-46 der Cape Canaveral Space Force Station.

## Starts

### Durchgeführte Starts
| Datum (UTC)         | Startplatz | Nutzlast       | Art der Nutzlast | Orbit 1 | Anmerkungen         |
| ------------------- | ---------- | -------------- | ---------------- | ------- | ------------------- |
| 10. Jan. 2023 23:27 | PSCA LP-3C | VariSat 1A, 1B | Cubesats         | LEO     | Fehlschlag Testflug |

### Ehemals Geplante Starts
| Datum (UTC) | Startplatz         | Nutzlast              | Art der Nutzlast              | Orbit 1 | Anmerkungen |
| ----------- | ------------------ | --------------------- | ----------------------------- | ------- | ----------- |
| [ 22 ]      | Vereinigte Staaten | Owlet-01              | Technologieerprobungssatellit | LEO     |             |
| [ 23 ]      | Vereinigte Staaten | TacRS                 | militärischer Teststart       | LEO     |             |
| [ 24 ]      | Saxavord           | Moog OVM 6 Satelliten | Raumschlepper Cubesats        | LEO     |             |
| [ 25 ]      | Vereinigte Staaten | Elana 42              | Cubesats                      | LEO     |             |
| [ 26 ]      | Vereinigte Staaten | KuiperSat             | Kommunikationssatelliten      | LEO     |             |
| [ 26 ]      | Vereinigte Staaten | KuiperSat             | Kommunikationssatelliten      | LEO     |             |

Es bestanden auch mehrere Startaufträge für ungenannte Nutzlasten des US-Militärs. Mit dem Anteilseigner Lockheed Martin hatte ABL die Durchführung von bis zu 58 Starts in den Jahren 2022 bis 2029 vereinbart
__